# Vaghodia
Vaghodia INA (o Waghoria) è una città dell'India di 961 abitanti, situata nel distretto di Vadodara, nello stato federato del Gujarat. In base al numero di abitanti la città rientra nella classe VI (meno di 5.000 persone).

## Geografia fisica
La città è situata a 22° 18' 0 N e 73° 22' 60 E e ha un'altitudine di 305 m s.l.m..

## Società

### Evoluzione demografica
Al censimento del 2001 la popolazione di Vaghodia INA assommava a 961 persone, delle quali 644 maschi e 317 femmine. I bambini di età inferiore o uguale ai sei anni assommavano a 94, dei quali 48 maschi e 46 femmine. Infine, coloro che erano in grado di saper almeno leggere e scrivere erano 651, dei quali 512 maschi e 139 femmine.